# Slobojanske (raïon de Krasnohrad)
Slobojanske (ukrainien : Слобожанське) est une commune urbaine de l'oblast de Kharkiv, en Ukraine. Elle compte 2 653 habitants en 2021.

## Géographie
La commune se trouve à cheval sur la rivière Chliakhova, affluente de la rivière Oril, dans le système hydrographique de la rive gauche du fleuve Dniepr. Elle est située à 73 kilomètres au sud-ouest de la ville de Kharkiv.